# Justin Grace
Justin Grace (* 9. September 1970 in Calgary, Kanada) ist ein ehemaliger neuseeländischer Bahnradsportler, Radsporttrainer und Radsportfunktionär.

## Sportliche Laufbahn
Justin Grace begann im Alter von zwölf Jahren in seinem Geburtsland Kanada mit dem Radsport und wurde schließlich Mitglied der Nationalmannschaft. Aufgrund einer lebensgefährlichen Erkrankung musste er den Radsport zunächst aufgeben. Nachdem er nach Neuseeland gezogen war, nahm er den Radsport wieder auf.
2003 wurde Justin Grace zweifacher neuseeländischer Meister, im Sprint wie im Keirin; im 1000-Meter-Zeitfahren belegte er den dritten Platz. 2006 gewann er erneut zwei nationale Titel, im Sprint und im Teamsprint, gemeinsam mit Neil Campbell und Andy Williams. Auch 2007 gelang ihm bei nationalen Bahnmeisterschaften ein Doppelerfolg, als er Meister im Sprint wie im Zeitfahren wurde, im Teamsprint wurde er Vize-Meister. Insgesamt gewann er 13 nationale Titel. 2002 und 2006 startete Grace bei den Commonwealth Games, jedoch ohne Medaillenerfolg.

## Berufliches
Nach seinem Rücktritt vom aktiven Radsport wurde Grace Trainer im Kurzzeitbereich des Bahnradsports und trainierte fünf Jahre lang die neuseeländische Nationalmannschaft. Im Juni 2013 trat er als erster Nicht-Franzose und Nachfolger des langjährigen Trainers Florian Rousseau seine Tätigkeit als Sprinttrainer der französischen Nationalmannschaft an. Anfang 2015 wechselte Grace als Trainer zu British Cycling, weil sich die Arbeit in Frankreich für einen „ausländischen“ Trainer als schwierig erwiesen habe. 2019 wurde Grace in Großbritannien als Sprint-Coach abgelöst, um künftig auf höherer Ebene für die Entwicklung von Sportlern und Trainern verantwortlich zu sein. Zum Februar 2024 trat er von dieser Tätigkeit zurück. Im Juli 2024 wurde bekannt, dass Grace mit Blick auf die Olympischen Spiele 2028 in Los Angeles künftig das US-amerikanische Sprintteam betreuen wird.

## Diverses
Im November 2016 hatte Grace, der seit seiner Jugend Probleme mit der Leber hatte, eine Organtransplantation. Schon als junger Mann hatte er sich einer lebensrettenden Darm-OP unterziehen müssen. Mehrfach startete er seitdem bei den British Transplant Games und rief in diesem Zusammenhang zu Organspenden auf.

## Erfolge
2003
- Neuseeländischer Meister – Sprint, Keirin

2006
- Neuseeländischer Meister – Sprint, Teamsprint (mit Neil Campbell und Andy Williams)

2007
- Neuseeländischer Meister – Sprint, 1000-Meter-Zeitfahren